# میگل بستون
میگل بستون (انگلیسی: Miguel Bastón؛ زادهٔ ۲۹ ژوئن ۱۹۶۱) بازیکن فوتبال اهل اسپانیا است.
از باشگاه‌هایی که در آن بازی کرده‌است می‌توان به باشگاه فوتبال اتلتیکو مادرید و باشگاه فوتبال اتلتیکو مادرید بی اشاره کرد.